# Krasnostav, Volodîmîr-Volînskîi
Krasnostav (în ucraineană Красностав) este localitatea de reședință a comunei Krasnostav din raionul Volodîmîr-Volînskîi, regiunea Volînia, Ucraina.

## Demografie
Componența lingvistică a localității Krasnostav
     Ucraineană (99,81%)
     Alte limbi (0,19%)
Conform recensământului din 2001, majoritatea populației localității Krasnostav era vorbitoare de ucraineană (99,81%), existând în minoritate și vorbitori de alte limbi.